# La Clínica
La Clínica är en ort i Mexiko.   Den ligger i kommunen Ocozocoautla de Espinosa och delstaten Chiapas, i den sydöstra delen av landet, 700 km öster om huvudstaden Mexico City. La Clínica ligger 529 meter över havet och antalet invånare är 168.
Terrängen runt La Clínica är lite bergig. Runt La Clínica är det ganska glesbefolkat, med 40 invånare per kvadratkilometer. Närmaste större samhälle är Nuevo Mezcalapa, 2,5 km öster om La Clínica. Omgivningarna runt La Clínica är en mosaik av jordbruksmark och naturlig växtlighet.